# ときめき (麻丘めぐみの曲)
「ときめき」は、麻丘めぐみの通算7枚目のシングル。1974年1月15日発売。発売元はビクター音楽産業。

## 解説
- 「わたしの彼は左きき」と同じく、作詞:千家和也、作曲:筒美京平による作品である。

## 収録曲
- 全曲作詞：千家和也／作曲：筒美京平

1. ときめき
編曲：筒美京平
2. グッド・バイ
編曲：穂口雄右

## 収録作品
- 麻丘めぐみBOX 72-77
- GOLDEN☆BEST 麻丘めぐみ

## 高橋由美子版
1991年、高橋由美子が「と♥き★め♥き」の題でカバー・シングルを発売した。カップリングは同じく麻丘の楽曲「アルプスの少女」のカバー。